# Daryle Singletary
Daryle Bruce Singletary, född 10 mars 1971 i Cairo, Georgia, död 12 februari 2018 i Lebanon, Tennessee, var en amerikansk countrysångare. Mellan 1995 och 1998 släppte han tre album för Giant Records, Daryle Singletary 1995, All Because of You 1996, och Ain't It the Truth 1998. Hans låtar "I Let Her Lie" och "Amen Kind of Love" placerade sig på plats två på countrymusik singellistan.
Singletary dog 2018 i sitt hem i Lebanon i Tennessee efter att ha fått en blodpropp.

## Diskografi (urval)
Studioalbum
- 1995 – Daryle Singletary
- 1996 – All Because of You
- 1998 – Ain't It the Truth
- 2002 – That's Why I Sing This Way
- 2007 – Straight from the Heart
- 2009 – Rockin' in the Country
- 2015 – There's Still a Little Country Left

Singlar (topp 50 på Billboard Hot Country Songs)
- 1995 – "I'm Living Up to Her Low Expectations" (#39)
- 1995 – "I Let Her Lie" (#2)
- 1995 – "Too Much Fun" (#4)
- 1995 – "Workin' It Out" (#50)
- 1996 – "Amen Kind of Love" (#2)
- 1997 – "The Used to Be's"
- 1998 – "The Note" (#28)
- 1998 – "That's Where You're Wrong" (#49)
- 1998 – "My Baby's Lovin'" (#44)
- 2002 – "That's Why I Sing This Way" (#47)
- 2002 – "I'd Love to Lay You Down" (#43)